# Stazione di Varallo Pombia
La stazione di Varallo Pombia è una fermata ferroviaria posta sulla linea Novara-Arona al servizio dell'omonimo comune.

## Strutture ed impianti
La fermata è gestita da Rete Ferroviaria Italiana la quale ai fini commerciali classifica l'impianto nella categoria "Bronze".
Il fabbricato viaggiatori è un corpo unico a due piani e risulta chiuso all'utenza.

## Movimento
La stazione è servita da treni regionali feriali svolti da Trenitalia nell'ambito del contratto di servizio stipulato con la Regione Piemonte.